# Crachis
Crachis, craches ou craquiês (em crachi: Krakye; em inglês: Crachi, Krachi, Krache, Crache) são um dos povos guãs do Gana. Muitos deles são fazendeiros que vivem na península os rios Volta e Oti do lago Volta. Seu principal assentamento é Quete-Crachi e sua população, segundo estimativa de 1999, excede os 40 000 indivíduos.